# 小行星8266
小行星8266（8266 Bertelli）是一颗绕太阳运转的小行星，为主小行星带小行星。该小行星于1986年10月1日发现。

## 轨道参数
小行星8266的轨道半长轴为2.3202162 UA，离心率为0.153。